# Maria de Borgonha, Duquesa de Cleves
Maria de Borgonha, duquesa de Cleves (em francês:  Marie de Bourgogne, duchesse de Clèves; Dijon, 1394 – Kalkar, 30 de outubro de 1463) é a segunda criança nascida do casamento do Duque da Borgonha, João, Sem Medo e da sua mulher, Margarida da Baviera.

## Biografia
Ela era a irmã mais velha do duque Filipe III de Borgonha e cunhada de Isabel de Portugal. Em 1406, torna-se na segunda mulher de Adolfo I, Duque de Cleves e conde de Mark (Adolfo IV), mas, até maio de 1415, ela permanece ainda na corte de seu pai, por causa de diferendos relativos ao dote .
Em 1417, torna-se Duquesa Consorte de Cleves, data em que o Condado de Cleves é erigido em Ducado pelo Sacro-imperador Segismundo do Luxemburgo. 
Adolfo de Cleves e Maria de Borgonha foram avós do rei Luís XII e trisavós de Ana de Cleves, a quarta rainha consorte de Henrique VIII de Inglaterra. Pela sua filha Catarina de Cleves (1417–1479), são antepassados de Maria Stuart, rainha da Escócia.
Os duque de Clèves residiam no Castelo de Wynendaele, na Flandres Ocidental. Ela vem a falecer no castelo de Monterberg, em Kalkar, no ducado de Cleves.

## Casamento e descendência
Do casamento de Maria com Adolfo I de Cleves, nasceram:
- Margarida (Margarete) (1416–1444), que casou primeiro com o duque Guilherme III da Baviera (1375-1435) e, em segundas núpcias, em 1441, com o conde Ulrique V de Vurtemberga;
- Catarina (Katharina) (1417–1479), que casou com Arnoldo de Egmont, duque de Gueldres; pais de Maria de Gueldres, rainha consorte da Escócia;
- João I (Johann) (1419-1481), que casou com Isabel, condessa de Nevers, com geração;
- Isabel (Elisabeth) (1420-1488), que casou com Henrique XXVI de Schwarzburgo-Blankenburgo;
- Inês (Agnes) (1422-1448), que casou com Carlos IV de Navarra, príncipe de Viana, com geração;
- Helena (Helen) (1423-1471), que casou com o duque Henrique II de Brunswick-Luneburgo;
- Adolfo (Adolf) (1425-1492), senhor de Ravenstein casado com Beatriz de Coimbra, infanta de Portugal, com geração;
- Maria (Maria) (1426-1487), que casou com o duque Carlos I de Orleães, sendo pais do rei Luís XII de França;
- Ana (Anna) (1432), morreu jovem;
- Engelberto (Engelbert).

## Influência Económico-cultural
Com a morte de Adolfo I de Cleves, em 1448, é o seu filho João I de Cleves que lhe sucede. Maria, retira-se para o castelo de Monterberg, próximo da cidade de Kalkar. No regresso de uma viagem ao próximo oriente, em 1449, onde ele visitou o mosteiro beneditino em Bolonha, João decide com a sua mãe fundar um mosteiro idêntico em Kalkar.
A sua criação é contratada em 1453 e efetivada em 1457. O mosteiro é ocupado por uma dezena de monges. Os edifícios abrigavam numerosas obras de arte e uma grande biblioteca.
Após a secularização ocorrida em 1802, a igreja e a maior parte dos edifícios são demolidos, as obras de arte repartidas pelas igrejas das proximidades, nomeadamente a igreja de S. Nicolau de Kalkar. Do mosteiro subsiste apenas uma parte do muro.
A cidade é, na época, particularmente rica, apoiada no desenvolvimento da industria de tecelagem da lã. A presença de ricos burgueses e da aristocracia, na pessoa de Maria, atrai diversos artistas muito solicitados à criação artística. A igreja de Kalkar, concluída em 1450, e o mosteiro, são objeto de numerosas decorações.

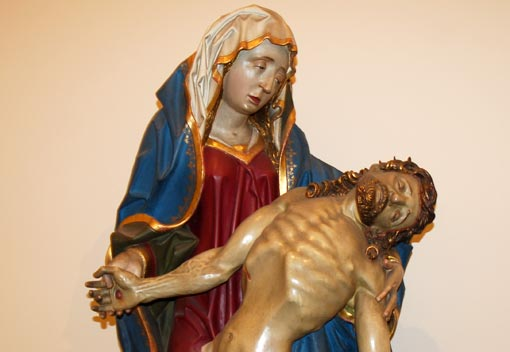
Pietà atribuída a Arnt van Tricht.

A cidade torna-se, até ao início do século XVI, o centro duma escola de escultura, a denominada Escola de Kalkar, que inclui, nomeadamente Heinrich Douvermann.
Muitas obras de arte subsistem ainda desse período. Também alguns sábios, como Konrad Heresbach, conselheiro dos duques de Cleves, humanista, jurista, educador e agricultor, visitavam, de tempos a tempos, Kalkar. 
Essa época florescente termina em meados do século XVI, quando após a queda das atividades de tecelagem, as epidemias de peste dizimaram a população.